# Ljubinić
Ljubinić es un pueblo ubicado en el municipio de Obrenovac, en Belgrado, Serbia.

## Superficie
Posee una superficie de 14,26 kilómetros cuadrados.

## Demografía
Hasta 2022 la población era de 639 habitantes, con una densidad de población de 44,81 habitantes por kilómetro cuadrado.